# Chalkwell
Chalkwell is een plaats in het bestuurlijke gebied Southend-on-Sea, in Oost-Engeland.
Het ligt aan de kust tussen Leigh-on-Sea en Westcliff-on-Sea.
Aan de spoorlijn London, Tilbury & Southend Railway ligt het Station Chalkwell.